# 安娜·玛丽亚·塞蒂娜
安娜·玛丽亚·塞蒂娜（1995年10月9日—），斯洛文尼亞女子羽毛球運動員。

## 簡歷
2016年11月，安娜·玛丽亚·塞蒂娜出戰以色列夏瑣羽毛球國際賽，贏得女子單打冠軍。

## 主要比賽成績
只列出曾進入準決賽的國際賽事成績：
| 年份   | 賽事                   | 公開賽級別 | 項目     | 拍檔             | 成績   |
| ------ | ---------------------- | ---------- | -------- | ---------------- | ------ |
| 2015年 | 斯洛伐克羽毛球公開賽   | 未來系列賽 | 混合雙打 | Martin Cerkovnik | 準決賽 |
| 2016年 | 以色列夏瑣羽毛球國際賽 | 未來系列賽 | 女子單打 | －               | 冠軍   |

| 2007-2017年 | 首要超級賽 | 超級賽 | 黃金大獎賽 | 大獎賽 | 國際挑戰賽 | 國際系列賽 | 未來系列賽 | 其他 |

| 2018-2026年 | 總決賽 | 超級1000賽 | 超級750賽 | 超級500賽 | 超級300賽 | 超級100賽 | 國際挑戰賽 | 國際系列賽 | 未來系列賽 | 其他 |